# 紀榮家
紀榮家（1985年3月26日—），原名紀宗龍，是臺灣棒球選手，曾效力於中華職棒義大犀牛隊，守備位置為捕手。

## 經歷
- 臺中市力行國小少棒隊
- 臺中市向上國中青少棒隊
- 臺中市臺中高農青棒隊
- 台灣體院棒球隊（富邦公牛）
- 中華職棒La New熊隊代訓球員（2007年）
- 台灣電力棒球隊（2008年）
- 中華職棒兄弟象隊隨隊練習（2008年）
- 台中市威達超舜棒球隊（2009年－2011年）
- 臺中市國立中興大學附屬臺中高級農業學校青棒隊教練（2011年）
- 中華職棒興農牛隊（2012年）
- 中華職棒義大犀牛 （2013年—2014年）
- 臺中市新社高中青棒隊總教練（2014年—2019年）
- 台北御聖HighMatch女子棒球隊教練（2016年）
- 臺中市西苑高中棒球隊教練（2020年—）

## 職棒生涯成績
| 年度   | 球隊   | 出賽 | 打數 | 安打 | 全壘打 | 打點 | 盜壘 | 四死 | 三振 | 壘打數 | 雙殺打 | 打擊率 |
| ------ | ------ | ---- | ---- | ---- | ------ | ---- | ---- | ---- | ---- | ------ | ------ | ------ |
| 2012年 | 興農牛 | 35   | 73   | 15   | 0      | 14   | 0    | 3    | 20   | 19     | 1      | 0.205  |
| 合計   | 1年    | 35   | 73   | 15   | 0      | 14   | 0    | 3    | 20   | 19     | 1      | 0.205  |

## 特殊事蹟
- 2012年5月10日，職棒一軍生涯初登板於台中棒球場對戰兄弟象隊，在六局下上場代打擊出二壘安打，為生涯首安，並帶有三分打點。

## 外部連結
- 紀榮家在台灣棒球維基館上的頁面（繁體中文）
- 球員資訊和成績在中華職棒官網（中文）